# جامعة أذربيجان الطبية
جامعة أذربيجان الطبية سميت باسم ناريمان ناريمانوف (بالأذرية: Azərbaycan Tibb Universiteti) هو الاسم الرسمي لكلية الطب العامة الموجودة في العاصمة الأذربيجانيَّة باكو. وبسبب صعوبات الترجمة، تسمى المدرسة أحيانًا: جامعة أذربيجان الطبية، جامعة أذربيجان الطبية الحكومية، معهد أذربيجان الطبي الحكومي، أو ببساطة الجامعة الطبية، مع أي مما سبق بما في ذلك "سميت باسم ن. ناريمانوف" أو "ناريمان ناريمانوف" الكامل ". سميت المدرسة باسم ناريمان ناريمانوف، وهو أذربيجاني مشهور في السياسة السوفيتية، ولا سيما رئيس حزب اللجنة التنفيذية المركزية للاتحاد السوفيتي.

## التاريخ
تأسست كلية الطب في 9 مايو 1930، وانبثقت من قسم الطب بجامعة باكو الحكوميَّة. خلال الحرب العالمية الثانية، قام المعهد بتدريب 2082 طبيبًا. وبموجب مرسوم صادر عن رئاسة مجلس السوفيات الأعلى لجمهورية أذربيجان الاشتراكية السوفياتية، تم تسمية المعهد الطبي على اسم الطبيب والكاتب ناريمان ناريمانوف في 29 أبريل 1957. ارتبطت جميع أنشطة المعهد الأخرى باسمه. وفي خريف عام 2013، تم افتتاح عيادة التدريب والجراحة بالجامعة.

## العمداء
وكان عمداء المعهد الطبي
- م. قادرلي (1930)
- ن. ماميدلي (1931-1932)
- أ. علييف (1932-1934)
- م. جوسينوف (1934-1935)
- أ. علييف (1935-1938)
- م. علييف (1938-1942)
- ز. محمدوف (1943-1946)
- ب. إيفازوف (1946-1964)
- ح. حسنوف (1964-1968)
- ب. مدجيدوف (1968-1972)
- ز. كوليفا (1972-1983)
- ز. محمدوف (1983-1992)
- أ. أميراسلانوف (1992-2016)
- جراي جرايبيلي (منذ 2016)[2]

## الأقسام والكليات
تضم المدرسة حوالي 8 آلاف طالب في 74 قسمًا أكاديميًا، ويبلغ عدد أعضاء هيئة التدريس من العلماء والأطباء والمحاضرين ما يزيد قليلاً عن 1000. توجد 4 عيادات، عيادة طب الأسنان التعليمية، عيادة الأورام، عيادة تعليمية علاجية، عيادة تعليمية جراحية داخل الجامعة.
- العلاج الأول
- العلاج الثاني
- طب الأسنان
- الأدوية
- الصحة العامة
- الطب العسكري (منذ 2000)

### كلية الطب العسكري
تقوم كلية الطب العسكري التابعة لوزارة الدفاع الأذربيجانيَّة بإعداد ضباط طبيين عسكريين محترفين في القوات المسلحة. والتي تأسست في 25 مايو 2000. مدة الدراسة سنتان. ومنذ أغسطس 2000، تم اختيار خريجي الجامعة الطبية الذين أكملوا عامهم الرابع للقبول في هذه الكلية. تم قبول الطلاب في الدورة الأولى لكلية "الأطباء العسكريين" بكلية الطب العسكري منذ عام 2006.

## نزل الجامعة
توفر الجامعة نزلاً لطلابها. يوجد 6 نزل للطلاب: 2 منها للنساء، 2 للرجال و2 نزل للطلاب الأجانب. تم تجهيز النزل بغرف القراءة والمكتبات وأجهزة التلفزيون التي تتيح مشاهدة القنوات العالمية من خلال هوائيات الأقمار الصناعية.

## أنظر أيضا
- الرعاية الصحية في أذربيجان
- الطب في أذربيجان
- قائمة الجامعات في باكو

### اقتباسات
1. ↑  "Официальный сайт президента Азербайджанской Республики - НОВОСТИ » Мероприятия" (بالروسية). ru.president.az. Archived from the original on 2017-10-14. Retrieved 2019-02-15.
2. ↑  1news. "Стало известно имя нового ректора Азербайджанского медицинского университета". www.1news.az. مؤرشف من الأصل في 2022-06-19. اطلع عليه بتاريخ 2019-02-15.{{استشهاد ويب}}:  صيانة الاستشهاد: أسماء عددية: قائمة المؤلفين (link)
3. ↑  "Azərbaycan Tibb Universiteti". www.amu.edu.az (بالروسية). Archived from the original on 2020-10-23. Retrieved 2017-11-03.
4. ↑  "MINISTRY OF DEFENCE OF THE REPUBLIC OF AZERBAIJAN". MINISTRY OF DEFENCE OF THE REPUBLIC OF AZERBAIJAN (بالإنجليزية). Archived from the original on 2022-08-17. Retrieved 2020-12-21.
5. ↑  "Azərbaycan Tibb Universiteti". www.amu.edu.az (بالروسية). Archived from the original on 2020-10-23. Retrieved 2017-11-03.

## روابط خارجية
- جامعة أذربيجان الطبية سميت باسم ن. ناريمانوف

{{